# Słuchowe potencjały wywołane stanu ustalonego
Słuchowe potencjały wywołane stanu ustalonego (ang. Auditory Steady-State Response, ASSR) – elektrofizjologiczne odpowiedzi uzyskiwane przez podawanie bodźca akustycznego z częstotliwością powyżej 40Hz (do ok. 90Hz). Rejestracja słuchowych potencjałów wywołanych stanu ustalonego jest modyfikacją metody badania słuchowych potencjałów wywołanych średniolatencyjnych. Podawanie bodźca z dużą częstością, skutkuje sumowaniem przestrzennym poszczególnych składowych słuchowych potencjałów wywołanych średniolatencyjnych. Pozwala to na dużą automatyzację analizy wyników badania. Dodatkowo poprzez możliwość stosowania do stymulacji tonów modulowanych częstotliwościowo i amplitudowo uzyskuje się większy poziom stymulacji niż w klasycznym badaniu słuchowych potencjałów wywołanych pnia mózgu. Metoda może być zastosowana do oceny skuteczności aparatów słuchowych i implantów ślimakowych.